# Forti San Lorenzo e Santo Stefano
Il complesso costituito dai forti San Lorenzo e Santo Stefano sono stati due edifici difensivi posti a salvaguardia del litorale costiero savonese, nei pressi della odierna località di Vado Ligure in provincia di Savona.

## Storia e descrizione
Durante la dominazione della Repubblica di Genova quest'ultima decise la costruzione di due fortezze nell'area di Vado Ligure per il controllo e difesa del territorio. Presso il litorale costiero fu edificato tra il 1618 e il 1626 il forte di San Lorenzo, a pianta quadrata e con quattro bastioni, mentre nella collina sovrastante e di struttura minore fu eretta la fortezza di Santo Stefano tra il 1614 e il 1627.
Le due opere difensive, che avrebbero dovuto attuare un efficace fuoco incrociato con la fortezza del Priamar di Savona, si rivelarono però deboli e inermi a causa delle dominazioni dalle alture vicine, soprattutto il forte di Santo Stefano, tanto che la repubblica genovese ne ordinò la loro distruzione già nel 1649. Si optò per la costruzione di una nuova fortezza, il nuovo forte di San Lorenzo , nel 1669 presso la foce del torrente Segno.
Il forte Santo Stefano fu almeno in parte ricostruito (sempre dalla Repubblica di Genova) e riutilizzato a partire dal 1757 quando fu costruito il  sottostante forte San Giacomo. Il nuovo forte San Lorenzo costruito alla foce del torrente Segno, fu per buona parte smantellato: rimase solo il Bastione San Giovanni, utilizzato come piccolo avamposto. I forti San Giacomo e Santo Stefano furono in seguito utilizzati dai militari francesi del giovane generale Napoleone Bonaparte: nel 1795 il San Giacomo fu abbandonato dai francesi ed il Santo Stefano fu fatto esplodere dagli stessi, al fine di non farlo cadere in mano nemica.